# Minto (Nouveau-Brunswick)
Pour les articles homonymes, voir Minto.
Minto est un village du Nouveau-Brunswick au Canada, situé dans le comté de Queens. Il fait partie de la municipalité de Grand Lake depuis 2023.
Il est le site de la première mine de charbon du Canada, exploitée entre 1639 et 2010.

## Toponymie

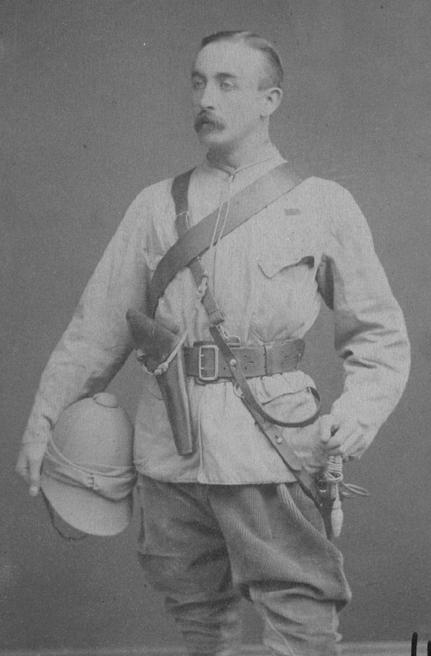
Le comte de Minto.

Minto est nommé ainsi, en 1904, en l'honneur de Gilbert Elliot-Murray-Kynynmound, 4e comte de Minto (1845-1914), gouverneur général du Canada de 1898 à 1904.

## Géographie

### Situation
Minto est situé à 53 kilomètres de route au nord-est de Fredericton. Son territoire est situé à la fois dans le comté de Sunbury et le comté de Queens mais n'est inclus que dans ce dernier lors du recensement. Le village est bâti au bord de la rivière Newcastle, à environ quatre kilomètres à l'ouest du Grand Lac. Le village a une superficie de 31,53 kilomètres carrés.
Minto est de la paroisse de Canning à l'est et de la paroisse de Northfield à l'ouest. La paroisse de Chipman n'est distante que d'environ 300 m au nord-est tandis que la paroisse de Sheffield s'étend plus au sud-ouest. Les municipalités les plus proches sont le village de Chipman, à 25 km de route au nord-est, la ville de Oromocto, à 49 km au sud-ouest, ainsi que la ville de Cambridge-Narrows, à 63 km au sud.

### Logement
Le village comptait 1 150 logements privés en 2006. Parmi ces logements, 87,0 % sont individuels, 2,6 % sont jumelés, 1,7 % sont en rangée, 0,0 % sont des appartements ou duplex et 4,3 % sont des immeubles de moins de cinq étages. Enfin, 3,9 % des logements entrent dans la catégorie autres, tels que les maisons-mobiles. 78,3 % des logements sont possédés alors que 21,7 % sont loués. 80,0 % ont été construits avant 1986 et 13,9 % ont besoin de réparations majeures. Les logements comptent en moyenne 6,5 pièces et 0,0 % des logements comptent plus d'une personne habitant par pièce. Les logements possédés ont une valeur moyenne de 75 713 $, comparativement à 119 549 $ pour la province.

## Histoire
La mine de charbon de Minto, la plus ancienne au Canada, est exploitée à partir de 1639 et sa production est expédiée à Boston. Le minerai est exploité de façon permanente à partir de 1825. Situé à seulement 8 mètres de la surface, le charbon est extrait manuellement jusqu'en 1905. Une mine souterraine est toutefois exploitée entre 1930 et 1971 mais laisse place à une mine à ciel ouvert, plus rentable. En 1937, des conflits de travail mènent à une grève, à laquelle met fin une nouvelle réglementation provinciale l'année suivante.
Un camp d'internement est construit au sud du village durant la Seconde Guerre mondiale. Des réfugiés juifs y sont d'abord emprisonnés, entre 1940 et 1941, suivis par des prisonniers de guerre allemands et italiens jusqu'en 1945.
L'école secondaire Minto Memorial ouvre ses portes en 1949.
Minto est constitué en municipalité le 9 novembre 1966. Le charbon sert uniquement à alimenter la centrale thermique du Grand Lac à partir des années 1960 et l'exploitation cesse totalement en 2010. L'école élémentaire-intermédiaire Minto est inaugurée en 1980.
Le 1er janvier 2023, le village est fusionné avec celui de Chipman pour former la municipalité de Grand Lake, dans le cadre de la réforme territoriale de la province. Cette fusion forcée est cependant contestée à Minto comme à Chipman.

## Démographie
Il y avait 2 776 habitants en 2001, comparativement à 3 056 en 1996, soit une baisse de 9,2 %. Le village à une superficie de 31,53 km² et une densité de 88,0 habitants au km2.
La population de Minto est d'origine diverse. Il y notamment une communauté acadienne.
| 1981  | 1986  | 1991  | 1996  | 2001  | 2006  | 2011  | 2016  | 2021  |
| ----- | ----- | ----- | ----- | ----- | ----- | ----- | ----- | ----- |
| 3 399 | 3 197 | 3 096 | 3 056 | 2 776 | 2 681 | 2 505 | 2 305 | 2 234 |

## Économie
Entreprise Central NB, membre du Réseau Entreprise, a la responsabilité du développement économique.
Les usines de Minto fabriquent des produits en bois comme des bâtons de hockey et de baseball, des armoires de cuisine et des produits en fibre de verre. Une usine de recyclage fabrique quant à elle des produits industriels à partir de pneus d'automobiles.

## Politique et administration

### Conseil municipal
Le conseil municipal était formé d'un maire et de quatre conseillers, élus pour quatre ans. Le conseil a été renouvelé le 12 mai 2008 puis lors des élections du 14 mai 2012. Derrick W. Quigley est élu à l'élection partielle du 12 mai 2014 et le nouveau maire est Donald A. Gould élue depuis 2016.
Anciens conseils municipaux
| Mandat      | Fonctions   | Nom(s)                                                                         |
| ----------- | ----------- | ------------------------------------------------------------------------------ |
| 2012 - 2016 | Maire       | Eric G. Barnett                                                                |
| 2012 - 2016 | Conseillers | Kris Austin, Dwain Leslie Barton, Wendy Leigh Robichaud et Derrick W. Quigley. |

| Mandat      | Fonctions   | Nom(s)                                                                         |
| ----------- | ----------- | ------------------------------------------------------------------------------ |
| 2008 - 2012 | Maire       | Eric G. Barnett                                                                |
| 2008 - 2012 | Conseillers | Dwain L. Barton, Michael M. Richardson, Wendy Leigh Robichaud, Jane E. Wasson. |

| Période                                  | Période | Identité        | Étiquette | Qualité |
| ---------------------------------------- | ------- | --------------- | --------- | ------- |
| 19??                                     | 2001    | Donald A. Gould |           |         |
| 2001                                     | 2008    | Gary DiPaolo    |           |         |
| 2008                                     | 2016    | Eric G. Barnett |           |         |
| 2016                                     | 2021    | Donald A. Gould |           |         |
| 2021                                     | 2022    | Erica Barnett   |           |         |
| Les données manquantes sont à compléter. |         |                 |           |         |

### Commission de services régionaux
Minto faisait partie de la Région 11, une commission de services régionaux (CSR) créée le 1er janvier 2013. Minto est représenté au conseil par son maire. Les services obligatoirement offerts par les CSR sont l'aménagement régional, la gestion des déchets solides, la planification des mesures d'urgence ainsi que la collaboration en matière de services de police, la planification et le partage des coûts des infrastructures régionales de sport, de loisirs et de culture; d'autres services pourraient s'ajouter à cette liste.

## Vie locale
Minto possède deux écoles publiques anglophones faisant partie du district scolaire #17. Les élèves fréquentent tout d'abord l'école élémentaire intermédiaire Minto de la maternelle à la 8e année avant d'aller à l'école secondaire Minto Memorial jusqu'en 12e année. Les élèves francophones fréquentent l'École des Bâtisseurs et l'École Sainte-Anne de Fredericton.
Le DSL est inclus dans le territoire du sous-district 10 du district scolaire Francophone Sud. Les écoles francophones les plus proches sont à Fredericton et Oromocto alors que les établissements d'enseignement supérieurs les plus proches sont dans le Grand Moncton.
Minto possède une bibliothèque publique, située à l'hôtel de ville. Minto possède aussi un poste d'Ambulance Nouveau-Brunswick et une caserne de pompiers. Il y a aussi un foyer de soins agréés, la W.G. Bishop Nursing Home. Il y a également deux bureaux de poste et un comptoir postal.
Le village possède un poste de la Gendarmerie royale du Canada. Il dépend du district 2, dont le bureau principal est situé à Oromocto.
Le village possède l'église anglicane St. Michael's and All Angels et l'église catholique romaine du Saint-Rosaire, appartenant au diocèse de Saint-Jean.
Le principal quotidien anglophone est le Telegraph-Journal, publié à Saint-Jean. Les francophones bénéficient quant à eux du quotidien L'Acadie nouvelle, publié à Caraquet et de l'hebdomadaire L'Étoile, de Dieppe.

## Culture

### Langues
Selon la Loi sur les langues officielles, Minto est officiellement anglophone puisque moins de 20 % de la population parle le français.